# Grand Prix de Tennis de Toulouse 1998 - Qualificazioni doppio
Le qualificazioni del doppio  del Grand Prix de Tennis de Toulouse 1998 sono state un torneo di tennis preliminare per accedere alla fase finale della manifestazione. I vincitori dell'ultimo turno sono entrati di diritto nel tabellone principale. In caso di ritiro di uno o più giocatori aventi diritto a questi sono subentrati i lucky loser, ossia i giocatori che hanno perso nell'ultimo turno ma che avevano una classifica più alta rispetto agli altri partecipanti che avevano comunque perso nel turno finale.
Le qualificazioni del doppio del torneo Grand Prix de Tennis de Toulouse 1998 prevedevano 4 coppie partecipanti di cui una è entrata nel tabellone principale.

## Teste di serie
1. Jerome Hanquez /  Régis Lavergne (ultimo turno)

1. Guillermo Cañas /  Sargis Sargsian (primo turno)

## Qualificati
1. Lionel Barthez  /   Guillaume Marx

## Tabellone

### Legenda
| - Q = Qualificato - WC = Wild card - LL = Lucky loser | - ALT = Alternate - SE = Special Exempt - PR = Protected Ranking | - w/o = Walkover - r = Ritirato - d = Squalificato |

|  | Primo turno | Primo turno                     | Primo turno                     | Primo turno | Primo turno |  |  | Ultimo turno | Ultimo turno                  | Ultimo turno                  | Ultimo turno | Ultimo turno |  |
|  |             |                                 |                                 |             |             |  |  |              |                               |                               |              |              |  |
|  | 1           | Jerome Hanquez Régis Lavergne   | 3                               | 6           | 6           |  |  |              |                               |                               |              |              |  |
|  |             | Jose-Maria Arnedo Marcello Wowk | 6                               | 2           | 3           |  |  | 1            | Jerome Hanquez Régis Lavergne | Jerome Hanquez Régis Lavergne | 3            | 1            |  |
|  |             | Lionel Barthez Guillaume Marx   | Lionel Barthez Guillaume Marx   | 7           | 6           |  |  |              | Lionel Barthez Guillaume Marx | Lionel Barthez Guillaume Marx | 6            | 6            |  |
|  | 2           | Guillermo Cañas Sargis Sargsian | Guillermo Cañas Sargis Sargsian | 5           | 4           |  |  |              |                               |                               |              |              |  |